# Sandra Barneda
Sandra Barneda Valls (Barcelona, 4 de octubre de 1975) es una periodista, presentadora de televisión y escritora española ligada al grupo de comunicación Mediaset España.

## Biografía
Licenciada en Periodismo por la Facultad de Ciencias de la Información de la UAB, Sandra Barneda está diplomada también por el Colegio de Teatro de Barcelona.
Ha trabajado en Catalunya Ràdio, COM Ràdio, RNE4 Cataluña, TVE Cataluña, Antena 3, Telemadrid, 8tv, TV3, La 2 y Telecinco, además de escribir para El Periódico de Catalunya, Elle y Zero.
A principios de la década de 2000 hizo alguna incursión en el mundo de la interpretación, interviniendo por ejemplo en el montaje de la obra de teatro Aprobado en castidad (2001), de Narciso Ibáñez Serrador.
El 4 de mayo de 2009 estrenó De buena ley (Telecinco), programa polémico por usar actores para representar litigios sin avisar al espectador de que son solo representaciones de juicios ya hechos y que los litigantes son actores profesionales. Presentó este programa junto a Alberto Herrera, que fue sustituido por Emilio Pineda desde el 21 de julio, día en el que programa renovó grafismos y plató.

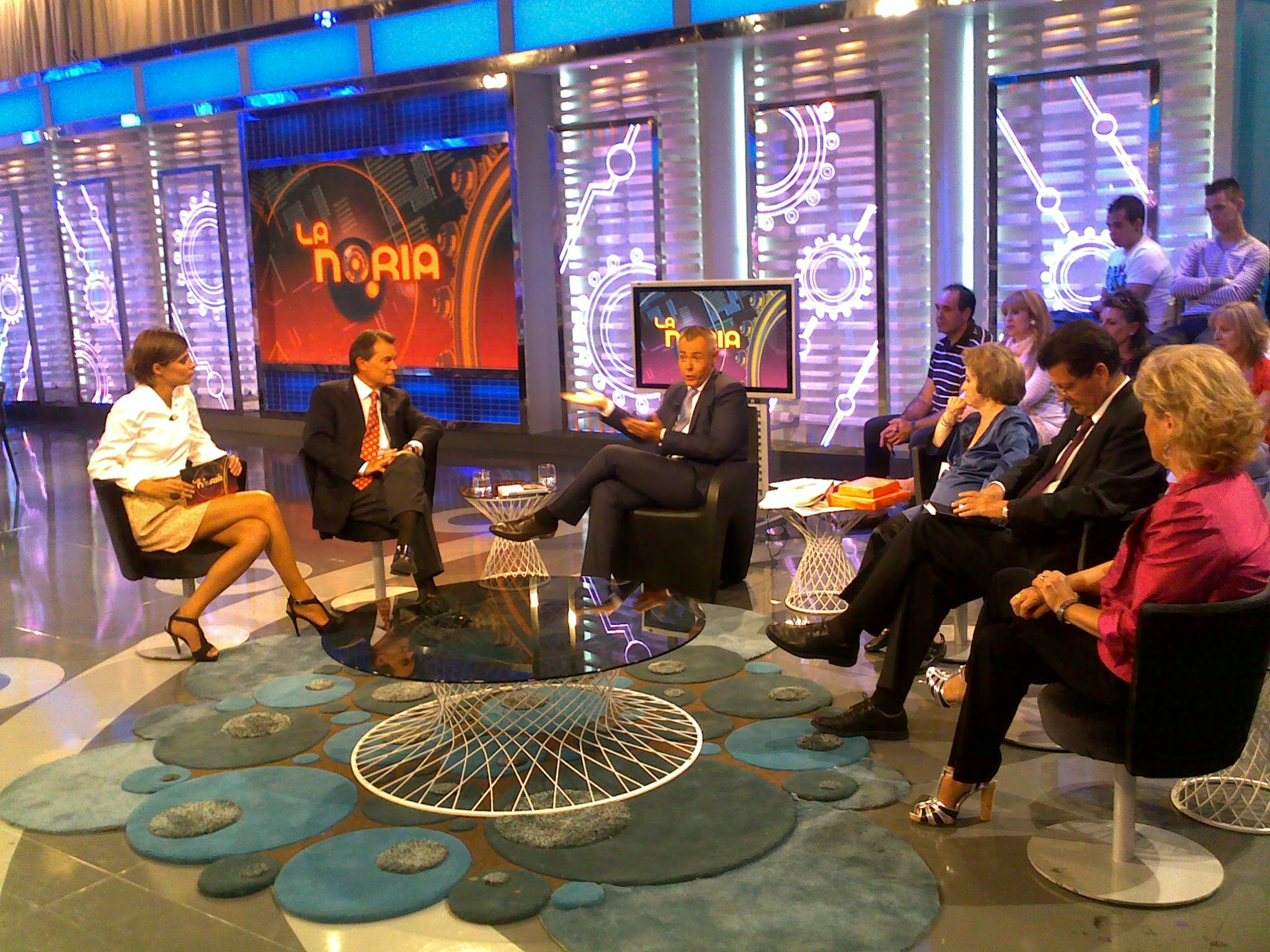
Sandra Barneda (izquierda) en La Noria

Desde el sábado 1 de mayo de 2010, Sandra Barneda se encargó de presentar los temas que se debaten en La Noria, sucediendo a Gloria Serra.
A comienzos de 2012, comenzó de copresentadora de El gran debate, un nuevo espacio en la noche del sábado presentado por Jordi González en el que permaneció hasta su cancelación en agosto de 2013.
El 10 de abril de 2013, publicó su primera novela «Reír al viento». El 21 de diciembre del mismo año se empezó a comercializar su segundo libro, «Cómo construir una superheroína».
En los veranos de 2013, 2014 y 2015 condujo junto a Joaquín Prat el espacio El programa del verano en sustitución de Ana Rosa Quintana.
Desde abril de 2014 y hasta agosto de 2016, presentó en Telecinco el programa nocturno llamado Hable con ellas junto a Alyson Eckmann, Natalia Millán, Beatriz Montañez, Yolanda Ramos, Rocío Carrasco, Marta Torné, Alba Carrillo, Mónica Martínez y Soledad León de Salazar.
Desde octubre de 2014 y hasta junio de 2015, presentó en Telecinco un nuevo debate los sábados por la noche bajo el título de Un tiempo nuevo. El 15 de octubre de 2014 se publica su nueva novela «La tierra de las mujeres».
En diciembre de 2014 reconoció abiertamente su homosexualidad y su relación con otra mujer ante una pregunta del actor José Corbacho en el programa Hable con ellas.
Desde septiembre de 2015 y hasta marzo de 2016, presentó en la televisión de Cataluña 8tv, el programa de sobremesa Trencadís.
Desde enero de 2016 hasta diciembre de 2018, presenta el programa Gran Hermano VIP: El Debate en la noche de los domingos de Telecinco. A partir de abril de 2016, se hace cargo de los debates de la de Supervivientes en Telecinco en sustitución de Raquel Sánchez Silva. A partir de 2019 se encarga de presentar Viva la vida sustituyendo a Emma García en sus vacaciones estivales. Se mantiene como presentadora sustituta cuando Emma García o Toñi Moreno se ausentan. En 2020 presenta el debate de la primera edición de La isla de las tentaciones en Cuatro. A partir de la segunda edición es la presentadora titular del programa y en 2021 presenta la La Última Tentación, temporada especial de este formato.
En el año 2020 se proclama finalista del Premio Planeta por su novela inédita «Un océano para llegar a ti», donde explora la pérdida. Ese mismo año es nombrada por la revista Forbes como una de las mujeres más influyentes de España en 2020.
En enero de 2023 presenta los debates de la segunda temporada del reality Pesadilla en El Paraíso en Telecinco.
En mayo de 2023 se anuncia que presentará La última noche y  Así es la vida, que sustituirían a los míticos programas  Deluxe y Sálvame, tras el final de ambos. No obstante, los bajos índices de audiencia de La última noche provocaron su cancelación tras únicamente seis programas emitidos.

## Programas de televisión
| Año                      | Programa                             | Cadena                  | Notas                                   |
| ------------------------ | ------------------------------------ | ----------------------- | --------------------------------------- |
| 1997-1998                | Canal Teledeporte                    | TVE                     | Presentadora                            |
| 1998-1999                | L‘Informatiu Cap de Setmana          | TVE                     | Presentadora                            |
| 1999-2000                | Noticias Fin de Semana               | Antena 3                | Presentadora                            |
| 2000                     | El Bus                               | Antena 3                | Presentadora                            |
| 2004                     | Telenoticias 2                       | Telemadrid              | Presentadora                            |
| 2004-2006                | Diario de la noche                   | Telemadrid              | Presentadora                            |
| 2007                     | Envasat al 8                         | 8tv                     | Presentadora                            |
| 2008                     | Vacances Pagades                     | TV3                     | Presentadora                            |
| 2008                     | Fábrica de ideas                     | La 2                    | Presentadora                            |
| 2009                     | La séptima silla                     | Telecinco               | Presentadora                            |
| 2009-2014                | De buena ley                         | Telecinco               | Presentadora                            |
| 2010-2012                | La Noria                             | Telecinco               | Presentadora                            |
| 2012                     | Secretos y mentiras                  | Telecinco               | Presentadora                            |
| 2012-2013                | El gran debate                       | Telecinco               | Presentadora                            |
| 2013-2015                | El programa del verano               | Telecinco               | Presentadora                            |
| 2014-2015                | Un tiempo nuevo                      | Telecinco               | Presentadora                            |
| 2014-2016                | Hable con ellas                      | Telecinco               | Presentadora                            |
| 2015-2016                | Trencadís                            | 8tv                     | Presentadora                            |
| 2016-2018; 2024-presente | Supervivientes: Conexión Honduras    | Telecinco               | Presentadora                            |
| 2016-2018                | Gran Hermano VIP: El Debate          | Telecinco               | Presentadora                            |
| 2017                     | Gran Hermano Revolution: Última Hora | Telecinco               | Presentadora                            |
| 2019-2022                | Viva la vida                         | Telecinco               | Presentadora suplente (2019-2020; 2022) |
| 2019-2022                | Viva la vida                         | Telecinco               | Invitada (2020-2021)                    |
| 2020                     | Planeta Calleja                      | Cuatro                  | Invitada                                |
| 2020                     | Qarenta                              | Be Mad                  | Invitada                                |
| 2020                     | Mujeres y hombres y viceversa        | Cuatro                  | Invitada                                |
| 2020                     | Espejo público                       | Antena 3                | Invitada                                |
| 2020                     | La casa fuerte: Código Secreto       | Telecinco y Cuatro      | Presentadora                            |
| 2020-presente            | La isla de las tentaciones           | Telecinco               | Presentadora                            |
| 2020-presente            | El debate de las tentaciones         | Telecinco y Mitele Plus | Presentadora                            |
| 2020-2021                | Campanadas de fin de año             | Telecinco y Cuatro      | Presentadora                            |
| 2020-2022                | Sálvame                              | Telecinco               | Invitada                                |
| 2021                     | La última tentación                  | Telecinco               | Presentadora                            |
| 2022                     | Secret Story: Última hora            | Telecinco               | Presentadora                            |
| 2022                     | En el nombre de Rocío                | Telecinco               | Presentadora                            |
| 2022                     | Fiesta                               | Telecinco               | Invitada                                |
| 2023                     | Pesadilla en el paraíso: debate      | Telecinco               | Presentadora                            |
| 2023                     | La última noche                      | Telecinco               | Presentadora                            |
| 2023-2024                | Así es la vida                       | Telecinco               | Presentadora                            |
| 2024                     | Supervivientes (final)               | Telecinco               | Copresentadora                          |
| 2024                     | Supervivientes All Stars: debate     | Telecinco               | Presentadora                            |

## Series de televisión
| Año       | Serie                  | Personaje          | Cadena    | Notas       |
| --------- | ---------------------- | ------------------ | --------- | ----------- |
| 2000      | Al salir de clase      | Begoña             | Telecinco | 1 episodio  |
| 2001      | Compañeros             | Profesora de baile | Antena 3  | 1 episodio  |
| 2002-2003 | Javier ya no vive solo | Psicóloga          | Telecinco | 3 episodios |

## Libros publicados
- «Reír al viento» (2013)
- «La tierra de las mujeres» (2014)
- «Cómo construir una superheroína» (2014)
- «Hablarán de nosotras» (2016)
- «Las hijas del agua» (2018)
- «Un océano para llegar a ti» (2020), finalista del Premio Planeta 2020.
- «Las olas del tiempo perdido» (2022)